# Michael Hefele
Michael Hefele (* 1. September 1990 in Pfaffenhofen an der Ilm) ist ein ehemaliger deutscher Fußballspieler auf der Position eines Abwehrspielers und heutiger -trainer. Er stand zuletzt zwischen 2018 und 2021 in der englischen EFL Championship bei Nottingham Forest unter Vertrag.

## Karriere als Spieler

### Karrierebeginn
Der 1990 im oberbayrischen Pfaffenhofen an der Ilm geborene Hefele begann seine aktive Karriere als Fußballspieler beim ST Scheyern in der nahegelegenen Gemeinde Scheyern. Dort blieb er bis 1999 und ging dann zur Nachwuchsabteilung des Vorgängervereins des späteren FC Ingolstadt 04. Dort durchlief er bis 2006 sämtliche Jugendspielklassen und wechselte zum FC Augsburg, für dessen Jugendteams er bis Anfang 2009 aktiv war. Im Alter von 18 Jahren erhielt Hefele ein Angebot der SpVgg Unterhaching, die ihn in ihre Nachwuchsabteilung holten, um ihn so auf Einsätze in der zweiten Mannschaft und im Profiteam vorzubereiten.

### Wechsel zur SpVgg Unterhaching
Nach dem Wechsel nach Unterhaching absolvierte Hefele zwölf Meisterschaftsspiele für die A-Jugend des Vereins. Zum Beginn der Spielzeit 2009/10 stand er im Kader der Zweiten Mannschaft in der fünftklassigen Bayernliga und wurde zum Stammspieler. Sein Debütspiel in der Fünftklassigkeit gab der junge Abwehrspieler beim 1:0-Sieg am ersten Spieltag gegen den TSV Großbardorf. Seinen ersten Treffer im Herrenfußball erzielte er am 29. November 2009 beim 2:2 im Heimspiel gegen den Tabellenführer FC Memmingen, als er in der 48. Minute per Kopfball zur 2:0-Führung seines Teams traf. Bis zum Saisonende brachte es Hefele auf 33 Meisterschaftseinsätze, in denen er drei Treffer erzielte. Die Mannschaft beendete die Saison als Tabellendritter.

### Erster Profivertrag bei Unterhaching
Hefele wurde für die Saison 2010/11 in den Drittligakader der SpVgg Unterhaching geholt und unterschrieb am 31. August 2010 seinen ersten Profivertrag. Der Vertrag hatte eine Laufzeit von zwei Jahren und beinhaltete eine Option zur Verlängerung. Am 21. August 2010 hatte er bereits sein Profiligadebüt absolviert, als er beim 3:1-Heimsieg über Rot-Weiß Erfurt über die volle Spieldauer spielte. Über die gesamte Saison 2010/11 hinweg kam Hefele in sieben Meisterschaftsspielen der zweiten Mannschaft in der Bayernliga zum Einsatz und erzielte dabei einen Treffer. Im Profibereich war der Innenverteidiger 28-mal im Einsatz.

### Wechsel zu Greuther Fürth
Im Juni 2012 verpflichtete die SpVgg Greuther Fürth Hefele. Er wechselte ablösefrei zum Aufsteiger in die Bundesliga und erhielt einen Einjahresvertrag mit weiteren Optionsrechten für die SpVgg. Am 15. Dezember 2012 (17. Spieltag) beim 1:1 im Heimspiel gegen den FC Augsburg mit Einwechslung für Christopher Nöthe in der 78. Minute debütierte er in der Bundesliga.

### Über Burghausen nach Dresden
Am 15. Januar 2014 wechselte Hefele bis zum Saisonende auf Leihbasis in die 3. Liga zu Wacker Burghausen. In Burghausen kam er auf 15 Einsätze; die Mannschaft stieg am Saisonende ab.
Zur Saison 2014/15 kehrte Hefele nicht nach Fürth zurück, sondern blieb in der 3. Liga und wechselte zu Dynamo Dresden. Er unterschrieb beim Zweitligaabsteiger einen Zweijahresvertrag. In der Saison 2015/16 war er Mannschaftskapitän. Als Drittligameister stieg Dynamo in die 2. Bundesliga auf. Hefele war in allen 38 Saisonspielen zum Einsatz gekommen und hatte sieben Tore erzielt.

### Wechsel nach England zu Huddersfield Town
Zum Saisonende 2016 verließ er den Verein und wechselte ablösefrei zum englischen Zweitligisten Huddersfield Town, bei dem er einen Dreijahresvertrag unterzeichnete. In seiner ersten Saison in der EFL Championship stieg Hefele mit Huddersfield Town als Sieger des Championship-Playoff-Finales gegen den FC Reading nach Elfmeterschießen in die Premier League auf.

### Nottingham Forest
Am 9. August 2018 gab der Zweitligist Nottingham Forest die Verpflichtung von Michael Hefele bekannt. Er unterschrieb einen Dreijahresvertrag.
Am 26. Juli 2021 gab Hefele sein Karriereende „aus medizinischen Gründen“ bekannt, nachdem er in den zwei Jahren zuvor keinen Pflichtspieleinsatz für die erste Profimannschaft bestritten hatte.

## Karriere als Trainer und Manager
Im November 2023 schloss Hefele in England einen Kurs zum Sportdirektor ab. Zwei Jahre absolvierte er am University Campus of Football Business & VSI Executive Education in London und Manchester ein Masterstudium zum Sportdirektor. Zudem erhielt er in einem weiteren Lehrgang die Trainer-A-Lizenz. Im Dezember 2022 wurde er Co-Trainer von Carlos Corberán bei West Bromwich Albion. Im Sommer 2024 unterschrieb er als Co-Trainer von Sabri Lamouchi bei Al-Riyadh SC in Saudi-Arabien.

## Erfolge
- 2016: Aufstieg in die 2. Fußball-Bundesliga mit der SG Dynamo Dresden als Meister der 3. Liga
- 2017: Aufstieg in die Premier League mit Huddersfield Town als Sieger des Championship-Playoff-Finale nach Elfmeterschießen